# Alarba
Alarba és un municipi aragonès de la província de Saragossa, situat a la comarca de la Comunitat de Calataiud.

## Geografia
Té una àrea de 19,00 km² amb una població de 137 habitants (INE 2016) i una densitat de 8,05 hab / km². Pertany a el partit judicial de Calataiud i forma part del Camí del Cid.
El poble està edificat sobre el que va ser un castell musulmà i per això encara conserva el topònim de la plaça i un dels seus carrers. Els camins d'arribada són en ziga-zaga. A la part més alta per sobre del que actualment hi ha l'església s'alçava el mateix, del que no queden restes documentades, però si indicis amb la plaça, del propi castell i la mesquita que va ser posteriorment ermita de la Mare de Déu del Castell, Al seu interior es pot observar la Quibla o mur principal orientat a la Meca, amb un nínxol o Minibar al centre de la mateixa, on va estar allotjada la talla de la Verge, actualment guardada a l'església de Sant Andreu.
El minaret, va ser també torre guaita de el castell, i derruït des de la conquesta cristiana en temps d'Alfons I d'Aragó, quedaven les pedres amb les que a principis de segle XX es va edificar el frontó, lloc que després de diverses reconstruccions i caigudes ocupa l'actual .
Les cases del voltant de la plaça, en un altre temps plaça d'armes, conformarien els edificis del castell i el carrer d'accés des de l'actual plaça en colze, era la principal d'accés a la mateixa, l'altra entrada amb clar vestigi era la de el camí de Daneas, actualment a Google Maps també apareix amb la denominació castell.
Les actuals cellers privats que transcendeixen a la propietat horitzontal podrien ser de dos tipus, els que eren passadissos de sortida de l'interior de el castell en cas de setge i les que conformaven la xarxa d'aljubs de subministrament d'aigua de la mateixa, ja que per testimonis de les persones que han treballat en la seva profunditat: havia aigua com per nedar a l'interior d'algun celler, i transcorren sense ordre entre diverses propietats de superfície.

## Nom
L'origen del nom de el poble pot tenir més d'un significat, però podria tractar-se d'ell mateix.
Acceptant el terme Afarba, registrat en un papa de segle xv al regnat de Felip II apareix com A l'Harba podria llavors certificar que el nom provingui d'un assentament berber, com Monzarbarba també actualment hi ha un topònim amb aquest nom a Alger A l'Arbaa i això directament diria el quatre. Així doncs tenim un poble amb molta història i tradició mora a Aragó, que treballa la tàpia i els adoves en les seves parets, pendent d'investigar però que el traçat de les seves actuals carrers no pot negar d'aquestes arrels ni de res del que aquí descrit, simplement caldria estudiar més a fons per entendre que pobles del voltant tinguin noms com Atea al tea, torre vigia, sens dubte seia aquest el seu comès en el camí a Daroca, al cirid Acerded (al sud), o el mateix Castejón que controla la ruta cap Mundobriga, actual Munebrega, per anar cap a Daroca des Ateca o Alhama ...

## Història
Aquest municipi es va despoblar des de la meitat del segle xx, en un principi cap els municipis catalans de Terrassa o El Prat entre d'altres i a partir dels anys 60 i 70 cap a la capital de l'Aragó. Especialment important la participació de la seva població original o ja descendent en el Centre Aragonès de Terrassa.
Al poble la vida és tranquil·la i els principals conreus d'altres temps han estat substituïts així s'ha deixat de costat els cereals i la vinya donant pas als ametllers i sobre tot amb la introducció del regadiu als cirerers.